# Сражение при Лоано
Сражение при Лоано (фр. La bataille de Loano) — сражение, произошедшее 23-24 ноября 1795 года во время войны Первой коалиции. Французская Итальянская армия во главе с Бартелеми Шерером разбила объединённые австрийские и сардинские силы под командованием Валлиса и д’Аржанто.

## Предыстория
В сентябре 1795 года дивизионный генерал Шерер сменил Франсуа Келлерманна на посту командующего Итальянской армией. Против французов стояли 30 000 австрийцев и 12 000 пьемонтцев.
Центр французской армии генерала Андре Массены был сформирован из двух старых дивизий Итальянской армии. Третья дивизия Итальянской армии образовала левое крыло, которым командовал генерал Жан Серюрье. Правое крыло под командованием генерала Пьера Ожеро недавно прибыло с Шерером из Пиренейской армии. Ещё одна дивизия, оставшаяся у Коль-де-Тенд, прикрывала Саорж. Французская 40-тысячная армия испытывала недостаток в продовольствии, обмундировании и боеприпасах.
Австро-сардинская армия насчитывала 53 тысячи человек. Слева союзные оборонительные сооружения примыкали к морю у Лоано, на Итальянской Ривьере. Справа располагались в горах Пьемонта с крепостями в Чеве, Кунео и Мондови. Позиция состояла из цепи постов, соединённых окопами и защищённых 100 артиллерийскими орудиями.
Политики в Париже настаивали на том, чтобы Шерер начал наступление. Шерер прибыл на мало известный ему театр военных действий и поэтому поручил планирование наступления Массене, самому опытному генералу в своей армии.
17 ноября генерал Этьен Шарле неожиданно атаковал австро-сардинцев в Кампо-ди-Пьетри, разрушил их траншеи и захватил три пушки и 500 пленных. Однако непогода вынудила Массену отказаться от запланированного наступления на правом фланге, и он решил действовать в центре, занять там позиции противника, обойти их и занять другие позиции в тылу вражеской линии. Массене было поручено самому осуществить этот смелый план.

## Ход сражения
Французская армия двинулась против неприятеля тремя колоннами.
На левом фланге Серюрье с семью тысячами атаковал пьемонтский отряд, стоявший при Сан-Бернардо и одновременно производил демонстрацию на левом берегу Танаро.
С наступлением темноты 22 ноября Массена вышел с двумя дивизиями (13 тыс.) для атаки центра. Он получил приказ вытеснить из Бардинетто отряд генерала д’Аржанто, прервать тем самым связь между левым крылом австрийцев и корпусом Колли, против которого был направлен Ожеро с остальными войсками.
Все атаки Серюрье против пьемонтцев были безуспешны.
Массене удалось вытеснить д’Аржанто с его позиции и заставить отступить за реку Бормида.
Ожеро вступил в бой с австрийцами при Лоано и после многократных атак овладел этим пунктом.
24 ноября Шерер послал пятитысячный отряд на подкрепление Серюрье и приказал ему снова атаковать пьемонтцев, которые, не получив сведений о поражении своего левого крыла и центра, по-прежнему занимали сильные позиции при Сан-Бернардо и Гарессио. Серюрье с 12 000 атаковал последний пункт. Пьемонтцы после упорного боя очистили обе позиции и отступили к Чева.
Австрийский главнокомандующий, узнавший о неудаче д’Аржанто, приказал отступить к Финале. Здесь он разделил свою армию на две колонны и с одной из них к 29 ноября дошёл до Акви, а другую направил к Дего, где она соединилась с отрядом д’Аржанто, отступившим от Бормиды.

## Результаты
В связи с наступлением зимы Шерер приказал прекратить боевые действия и расположил свою армию в проходах через Лигурийские Альпы: при Савоне, Сен-Джиакомо, в долинах рек Бормида и Танаро, а также при Финале.
Союзники также заняли зимние квартиры: пьемонтцы и вспомогательный австрийский корпус — от Савильяно до Чевы, одна австрийская дивизия — между Акви, Александрией и Тортоной, другая — по левому берегу реки По от Павии до Кремоны.
Победа при Лоано позволила французам восстановить свои линии снабжения и дала им возможность занять позицию в Лигурийских Альпах, которую генерал Бонапарт использовал во время наступления в апреле 1796 года.